# Aeropuerto de Kemi-Tornio
El Aeropuerto de Kemi-Tornio (en finés: Kemi-Tornion lentoasema) (IATA: KEM, OACI: EFKE) está situado cerca del distrito de Lautiosaari, al este del Río Kemi, 6 km al norte de Kemi y 18 km al este de Tornio.

## Aerolíneas y destinos
| Aerolíneas                       | Destinos                                    |
| -------------------------------- | ------------------------------------------- |
| Aegean Airlines                  | Estacional, chárter: Atenas[cita requerida] |
| Finnair operado por Flybe Nordic | Helsinki, Jyväskylä                         |

## Estadísticas
| Año  | Pasajeros nacionales | Pasajeros internacionales | Pasajeros totales | Cambio |
| ---- | -------------------- | ------------------------- | ----------------- | ------ |
| 2005 | 85 133               | 2750                      | 87 883            | −15.5% |
| 2006 | 82 867               | 2157                      | 85 024            | −3.3%  |
| 2007 | 89 661               | 2606                      | 92 267            | +8.5%  |
| 2008 | 93 496               | 2391                      | 95 887            | +3.7%  |
| 2009 | 94 243               | 1366                      | 95 609            | −0.3%  |
| 2010 | 95 079               | 1483                      | 96 562            | +0.6%  |
| 2011 | 91 895               | 1862                      | 93 757            | -2.9%  |